# Dalea filiformis
Dalea filiformis är en ärtväxtart som beskrevs av Asa Gray. Dalea filiformis ingår i släktet Dalea, och familjen ärtväxter. Inga underarter finns listade i Catalogue of Life.